# Barthélémy Holzhauser
 (janvier 2018).
Si vous disposez d'ouvrages ou d'articles de référence ou si vous connaissez des sites web de qualité traitant du thème abordé ici, merci de compléter l'article en donnant les références utiles à sa vérifiabilité et en les liant à la section « Notes et références ».
Le vénérable Barthélémy Holzhauser (Laugna 24 août 1613 - Bingen 20 mai 1658) est un prêtre catholique allemand auteur de prophéties (cf. DTC XI, 1376).

## Biographie

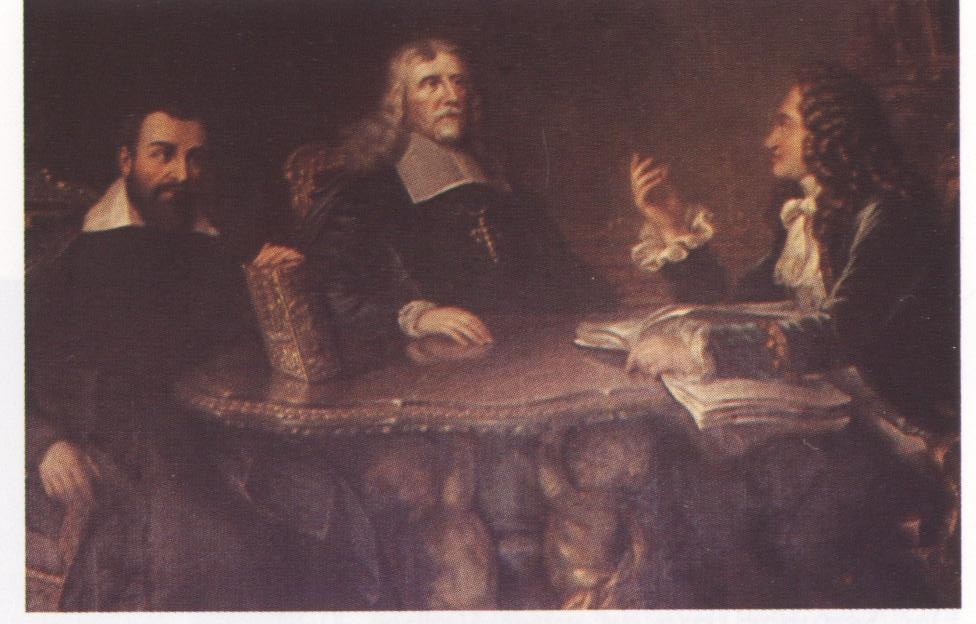
Barthélémy Holzhauser (à gauche), avec Jean-Philippe de Schönborn (au milieu) et le roi Charles II d'Angleterre (à droite). Peinture de 1670, musée épiscopal de Mayence.

Barthélémy Holzhauser est né à Laugna , dans la famille de Leonard et Catherine Holzhauser, personnes réputées pauvres, pieuses et honnêtes. Leonard et Catherine ont eu onze enfants, dont Barthélémy.  Leonard était cordonnier. Jeune, Barthélémy a développé un grand intérêt pour la lecture et un ardent désir d'entrer dans le ministère sacré.
À Augsbourg, il a été admis dans une école gratuite pour les garçons pauvres et il a gagné sa vie en allant de porte en porte, chantant  et mendiant. Il est alors tombé malade d'une épidémie qui fit rage à l'époque. Après son rétablissement, Barthélémy rentra chez lui et aida son père au travail pendant un certain temps.
Il poursuivit ensuite ses études à Neuburg an der Donau et Ingolstadt, à l'aide de bons amis et de jésuites en particulier. Ses professeurs étaient unanimes pour louer ses talents, sa piété et sa modestie, et nourrissaient de grands espoirs sur son utilité future au service de l’Église.
Le 9 juillet, 1636, il reçut le diplôme de docteur en philosophie, et a ensuite étudié la théologie, pour laquelle il a mérité le baccalauréat le 11 mai 1639. Il a été ordonné prêtre par l'évêque d'Eichstätt, et dit sa première messe à la Pentecôte, le dimanche 12 juin 1639 en l'église de Notre-Dame de la Victoire, à Ingolstadt.
Il a exercé ses fonctions sacerdotales à cet endroit pendant un certain temps et a rapidement été très prisé comme confesseur. Dans l'intervalle, il a assisté à des conférences à l'université et a été licencié en théologie le 14 juin 1640. Le 1er août de la même année, il fut incardiné dans l'archidiocèse de Salzbourg , et a été fait doyen de Tittmoning .
Il fonde ensuite l'Ordre des Barthélémites (officiellement Institutum clericorum sæcularium dans viventium communi), institut de clercs séculiers vivant en communauté. L'ordre est réputé avoir été fondé en 1640, comme remède après le constat de Barthélémy que la foi était devenue tiède parmi les fidèles, et la morale comme la discipline s'étaient détendues, non seulement chez les laïcs , mais aussi dans le clergé. Les membres de la congrégation laïque étaient censés vivre dans les séminaires (pour enseigner), ou en groupes de deux ou trois dans les paroisses, pour suivre une vie de prières et d'exercices quotidiens. Aucun vœu devaient être pris, mais une simple promesse d'obéissance au supérieur devait être fait, confirmé par un serment.
Le 2 février 1642,  il est devenu curé-doyen de St. Johann in Tirol ou Saint-Jean dans la vallée de Léogenthal ou Leukental dans l'est du Tyrol autrichien à la demande de l'évêque de Chiemsee .
Au printemps 1655, à l'invitation de l' archevêque Johann Philipp von Schönborn, il alla à Mayence où il fut bientôt nommé curé à Bingen-sur-le-Rhin, et en 1657, doyen du district de Algesheim .
Il est mort à Bingen, au printemps 1658, à l'âge de seulement quarante-cinq ans.  Beaucoup de choses merveilleuses sont liés à sa personne, comme des guérisons extraordinaires mais aussi de nombreuses visions. À l'occasion du deuxième centenaire de sa mort, une grande fête a eu lieu à Bingen , en présence de l' évêque de Mayence.  La localisation de ses restes fut retrouvée et en 1880, un nouveau monument a été érigé sur sa tombe à l'église paroissiale.  Il a été déclaré vénérable par l'Église catholique.
Barthélémy Holzhauser est connu pour avoir rédigé l'Interprétation de l'Apocalypse renfermant l'histoire des « Sept âges de l'Église catholique ».
Il est enterré à la basilique Saint-Martin de Bingen.

## Tableau synoptique des sept Églises de l'Apocalypse
Il a effectué un travail considérable sur le dernier livre du Nouveau Testament, l'Apocalypse, qui est encore tenu en haute estime par nombre de catholiques. Il a interprété le livre de l'Apocalypse ainsi: les sept étoiles et les sept chandeliers vus par Saint Jean signifient sept périodes, avec des caractéristiques propres et singulières, de l'histoire de l’Église, depuis sa fondation jusqu'à sa consommation à la fin dernière. À ces périodes correspondent les sept Églises d'Asie mineure, les sept jours de la création, les sept âges avant Jésus-Christ, et les sept dons du Saint-Esprit. 
- 1- Église d'Éphèse : 2,1-7. : de Jésus-Christ à Néron (ensemencement)
- 2- Église de Smyrne : 2,8-11. : de Néron à Constantin (irrigation, martyrs)
- 3- Église de Pergame : 2,12-17. : de Constantin à Charlemagne (illumination, intelligence)
- 4- Église de Thyatire : 2,18-29. : de Charlemagne à Charles Quint (paix, piété)
- 5- Église de Sardes : 3,1-6. : de Charles Quint au Grand Monarque (révolutions, purgations et apostasie)
- 6- Église de Philadelphie : 3,7-13. : règne du Grand Monarque et du Saint Pape (consolation, restauration)
- 7- Église de Laodicée : 3,14-22. : Tribulations dernières et règne de l'Antéchrist (désolation)

Il prophétise aussi sur le Grand Monarque et le Saint Pontife, sujet récurrent des prophéties catholiques.

### Œuvre
- Interprétation de l'Apocalypse, renfermant l'histoire des sept âges de l'Église catholique et les grandes scènes de la fin du monde ; numérisé et disponible en ligne[3],[4].